# Phaeogenes heterogonus
Phaeogenes heterogonus är en stekelart som beskrevs av Holmgren 1890. Phaeogenes heterogonus ingår i släktet Phaeogenes och familjen brokparasitsteklar. Arten är reproducerande i Sverige. Inga underarter finns listade i Catalogue of Life.